# Hero (canção de Chad Kroeger)
"Hero" é um single lançado por Chad Kroeger, o vocalista do Nickelback, gravado em 2002 por Kroeger, Josey Scott, vocalista do Saliva; Tyler Connolly, guitarrista e vocalista do Theory of a Deadman; Paul Iverson, baixista do Strange Advance; Mike Kroeger, baixista do Nickelback; Matt Cameron, baterista do Pearl Jam e Jeremy Taggart, baterista de Our Lady Peace (para o vídeo), para o filme Homem-Aranha. É geralmente creditado na íntegra para "Chad Kroeger feat. Josey Scott."
Existem duas versões desta canção: uma com arranjos orquestrados ao fundo e outra sem, sendo apenas a banda.

## Vídeo musical
O vídeo musical, dirigido por Nigel Dick, mostra a banda tocando no topo de um edifício em Nova York. Nele também se intercalam cenas do filme. O baterista Matt Cameron não participou do vídeo e foi substituído por Jeremy Taggart da banda Our Lady Peace.

## Paradas musicais
| Parada musical (2002)           | Melhor posição |
| ------------------------------- | -------------- |
| Austrália - ARIA Charts         | 17             |
| Áustria - Ö3 Austria Top 40     | 8              |
| Canadá - Canadian Hot 100       | 1              |
| Dinamarca                       | 3              |
| Holanda - Dutch Top 40          | 22             |
| França - SNEP                   | 27             |
| Alemanha - Media Control Charts | 8              |
| Irlanda - Irish Singles Chart   | 2              |
| Itália - FIMI                   | 11             |
| Nova Zelândia - RIANZ           | 10             |
| Portugal                        | 2              |
| Suécia - Sverigetopplistan      | 7              |
| Suiça - Swiss Charts            | 8              |
| Reino Unido - UK Singles Chart  | 4              |
| EUA Billboard Hot 100           | 8              |

## Créditos
- Chad Kroeger do Nickelback - guitarra ritmica e vocal
- Josey Scott do Saliva - violão e voz
- Tyler Connolly do Theory of a Deadman - guitarra líder e guitarra solo
- Mike Kroeger do Nickelback - baixo
- Matt Cameron do Pearl Jam - bateria